# Twirling

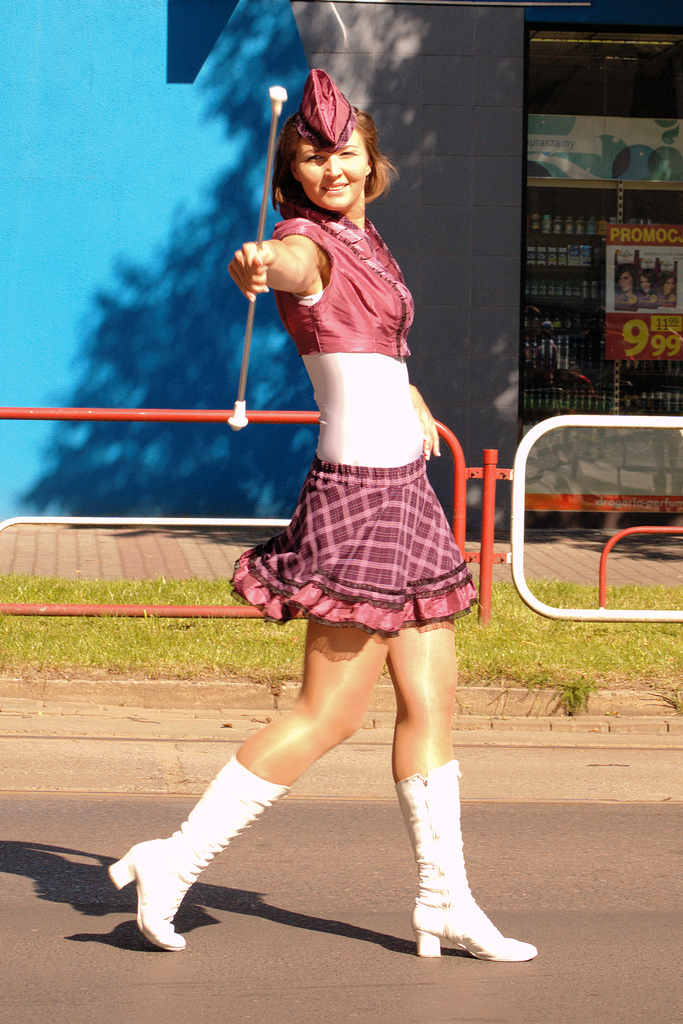
Majorette con un bastón de twirling.

El twirling consiste en la acción de hacer girar de manera rítmica y artística un bastón especialmente diseñado para la coordinación y ejecución de juegos malabares. Se practica en eventos y desfiles cívico-deportivos, así como en las competencias escolares. En países latinoamericanos a las chicas que ejecutan este tipo de actividad se les denomina "bastoneras".

## Orígenes
Sus orígenes no son precisos. Dentro de sus versiones; la modalidad más extendida es el  Batón Twirling que en los Estados Unidos apareció a principios del siglo XX. Era utilizado por los Drummajor (directores de bandas musicales) para indicar cambios de música o coreografía. Más tarde, con la inclusión de las mujeres en dichas bandas, la técnica se perfeccionó hasta dar lugar a las majorettes. 
Una nueva etapa, provocó que las majorettes incluyeran movimientos de danza y gimnasia, a la vez que perfeccionaron la técnica del bastón.

## Twirling Baton

### Definición
El Twirling Baton es un ejercicio gimnástico-deportivo caracterizado por el uso de un aparato denominado "bastón" y por los movimientos del cuerpo coordinados con gracia y armonía, ejecutados sobre una base musical, siguiendo unos métodos y normas internacionales.
Es una actividad practicada por miembros de ambos sexos.

### Descripción del bastón
El bastón del twirling es una barra metálica de una longitud entre 20 y 50 cm, en cuyos extremos se encuentran dos tacos de caucho, uno pequeño denominado “Tip” y otro más grande denominado “Ball” ambos son puestos para mantener el equilibrio del bastón y ayudar a la realización de acrobacias.

### Características
Las características fundamentales son:
- La utilización del instrumento, el bastón, para crear imágenes visuales, realizadas con destreza, suavidad, fluidez, y velocidad, tanto cerca como alrededor del cuerpo, y por lanzar al aire el bastón.
- Expresión del cuerpo por medio del baile y movimiento, para crear una demostración de fuerza, flexibilidad, salud física, belleza, estética y armonía en coordinación con la utilización del bastón.
- La incorporación de movimientos gimnásticos, adaptados al twirling para crear los elementos adicionales de riesgo y entusiasmo.

La disciplina requiere la mezcla simultánea de estas características fundamentales, con la música, la utilización del tiempo y espacio para demostrar un nivel óptimo de técnica y expresión artística, para crear un conjunto total para quien nos mira y quien nos juzga.
Es un deporte divertido y apasionante para el espectador. El twirling abarca la resistencia física y la agilidad de la gimnasia y el baile, la belleza del patinaje artístico y del ballet clásico, y la destreza de todos estos deportes combinados. Coordinar estas distintas vertientes requiere una precisión que supone un enorme reto. El twirling requiere una precisión y coordinación completa, así como un gran acondicionamiento físico.
Los ejercicios de competición son diseñados para los deportistas, desde el principiante hasta el deportista de élite, por medio de etapas de desarrollo, experiencia y capacidad. Los ejercicios individuales utilizan uno, dos, o tres bastones, con el fin de poner pasión a la música, mientras que los ejercicios en conjunto se realizan con diferentes componentes que trabajan juntos con precisión y armonía.
Profesionalmente entrenados y titulados, los Jueces de la FECT son los encargados de valorar a los participantes en las competiciones.

### En la actualidad
Actualmente el twirling se práctica en aproximadamente 57 países en el mundo y cuenta con organizaciones y federaciones específicamente creadas para su práctica y promoción.
En España se practica el twirling en las comunidades autónomas de Aragón, Cataluña, Castilla y León, Canarias, Madrid, Navarra, Murcia y Comunidad Valenciana

### Enlaces
- United States Twirling Association
- National Baton Twirling Association
- Federación Esportiva Catalana de Twirling
- Federación Catalana de Twirling
- Federación Española de Twirling
- World Baton Twirling Federation

- Datos: Q733010
- Multimedia: Baton (twirling) / Q733010